# Daniela Elsner

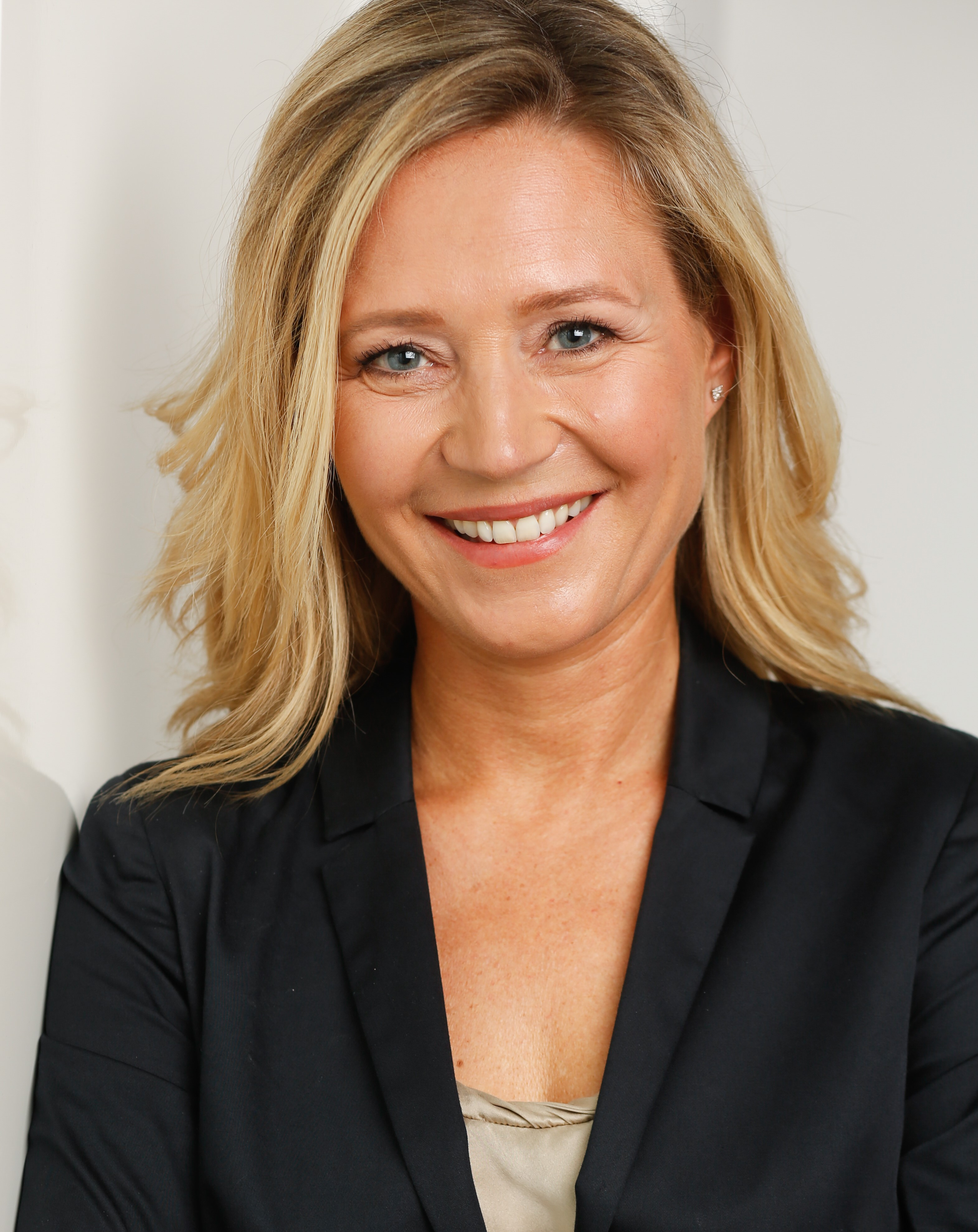
Daniela Elsner (2017)

Daniela Elsner (* 5. Mai 1971 in Bad Oeynhausen als Daniela Bäsler) ist eine deutsche Didaktikerin, systemische Coach und Hochschullehrerin (bis 2022 an der Johann Wolfgang Goethe-Universität Frankfurt am Main).

## Leben
Nach dem Abitur 1991 begann Elsner zum Wintersemester 1991/92 ein Studium der Rechtswissenschaften an der Universität Würzburg, wechselte aber zum folgenden Wintersemester das Studienfach zum Hauptfach Englisch mit den Nebenfächern Psychologie und Pädagogik auf Lehramt. Von 1993 bis 1995 arbeitete sie als wissenschaftliche Hilfskraft am Lehrstuhl von Elisabeth Neuhaus-Siemon. Dieses Studium schloss sie 1996 mit dem Ersten Staatsexamen ab. Nach dem anschließenden Referendariat legte sie 1998 ihr Zweites Staatsexamen ab. Anschließend arbeitete sie bis 2001 als Lehrerin an der Wittelsbacherschule in Kempten. Ab 2001 nahm sie einen Lehrauftrag zunächst an der Universität Köln wahr, ab 2003 lehrte sie bis 2006 an der Universität Bremen. Dort promovierte Elsner 2006 bei Gerhard Bach mit summa cum laude zur Dr. phil.
Anschließend arbeitete sie als akademische Rätin an der
Universität Bremen. Ab 2008 war sie Professorin für Didaktik der englischen Sprache an der Universität Vechta. 2010 wechselte sie auf den Lehrstuhl für Didaktik und Sprachlehr-/lernforschung am Institut für England- und Amerikastudien der Universität Frankfurt am Main, den sie bis 2022 innehatte. Zudem war sie dort Direktorin der Akademie für Bildungsforschung und Lehrerbildung in Frankfurt am Main. 2018 gründete sie ihre Coachingpraxis, 2019 erhielt sie die Zulassung zur Psychotherapie nach dem Heilpraktikergesetz. Seit 2022 lehrt Elsner am Zentrum für Wissenschaftliche Weiterbildung der Johannes Gutenberg-Universität Mainz im Weiterbildungsstudium (CAS) Coaching. 2014 erhielt sie den Ars legendi-Preis für exzellente Hochschullehre. 2023 erhielt sie einen Ruf auf eine Professur für Coaching und Leadership an die Vinzenz-Palotti-Universität in Vallendar, den Elsner jedoch zugunsten ihrer Lehre an der Universität Mainz ablehnte.

## Veröffentlichungen (Auswahl)
- Daniela Elsner: Ausgebalanced. Wie du alles unter einen Hut bekommst, was dir im Leben wichtig ist. Mit dem Tailor Your Life Prinzip. Gabal Verlag., Offenbach am Main. 2021, ISBN 978-3-96739-075-9, S. 176.
- Work-Life Balance. Ein unglückliches Konzept? Wissenschaftsmanagement, 2022.
- Was ist Coaching? Adaptives Coaching in der Wissenschaft. Wissenschafts-management, 2019.
- Hörverstehen im Englischunterricht der Grundschule. Ein Leistungsvergleich zwischen Kindern mit deutscher Muttersprache und Deutsch als Zweitsprache. Peter Lang, Frankfurt am Main 2006, ISBN 978-3-631-55547-7 (Dissertation).
- mit Judith Buendgens-Kosten: Multilingual Computer Assisted Language Learning. Multilingual Matters, Bristol, Blue Ridge Summit 2018, doi:10.21832/9781788921497.
- Englisch in der Grundschule unterrichten. Oldenbourg, München 2010, ISBN 978-3-637-00911-0.
- Kompetenzorientiert unterrichten in der Grundschule. Englisch 1-4. Oldenbourg, München 2015, ISBN 978-3-637-02299-7.